# Epicharis pygialis
Epicharis pygialis là một loài Hymenoptera trong họ Apidae. Loài này được Friese mô tả khoa học năm 1900.